# Antidesma phanrangense
Antidesma phanrangense är en emblikaväxtart som beskrevs av François Gagnepain. Antidesma phanrangense ingår i släktet Antidesma och familjen emblikaväxter.
Artens utbredningsområde är Vietnam. Inga underarter finns listade i Catalogue of Life.